# Le Pouce
Pour les articles homonymes, voir Pouce.
Le Pouce est une montagne du nord-ouest de l'île Maurice, l'île principale de la république de Maurice. Se dressant entre le Pieter Both et la montagne des Signaux, il doit son nom à sa forme caractéristique rappelant un pouce. Il culmine à 812 mètres d'altitude, ce qui en fait le troisième plus haut sommet de l'île après le piton de la Petite Rivière Noire et le Pieter Both.
L'ascension est sans difficulté majeure, bien que les cinquante derniers mètres soient abrupts, à l'approche du sommet. La vue sur le Nord de l'île y est dégagée, ainsi que sur les îlots septentrionaux tels que le Coin de Mire, l'île Plate, l'île Ronde et l'île aux Serpents.

## Flore
L'endroit est recouvert de goyaviers et d'acacias non endémiques. Certaines espèces endémiques ne sont représentées ici que par quelques individus et sont donc en voie de disparition comme :
- Pandanus pseudomontanus ;
- Polyscias paniculata.